# Lübisches Recht

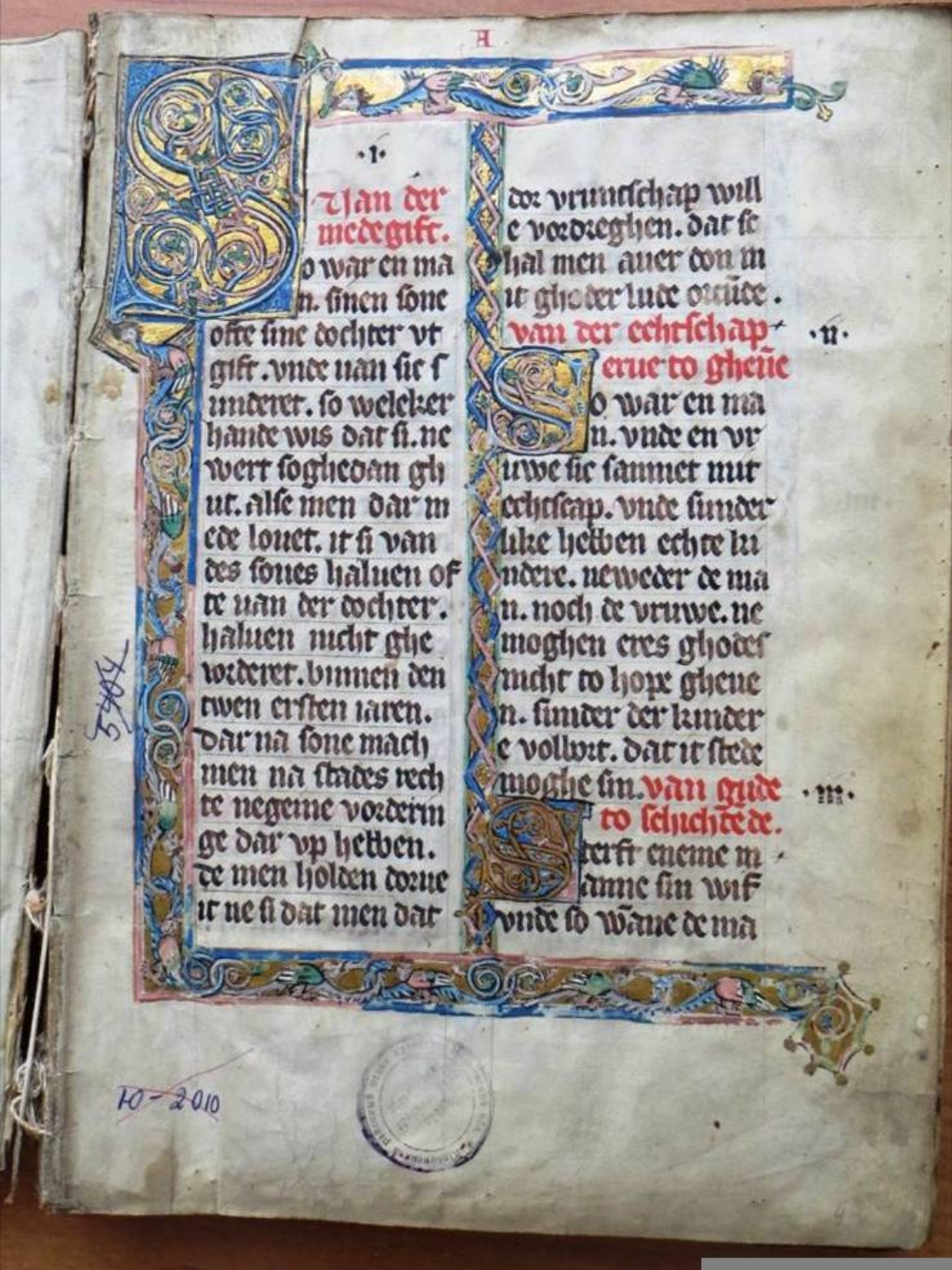
Bardewiker Kodex des lübischen Rechts, in der Stadtkanzelei zu Lübeck 1294 entstanden

Das Lübische Recht (auch Lübsches Recht) war das von der Reichsstadt Lübeck übernommene Recht, das in über 100 Städten im Ostseeraum Geltung erlangte. Das Recht der Stadt Lübeck selbst heißt „Lübeckisches Recht“.

## Entstehung

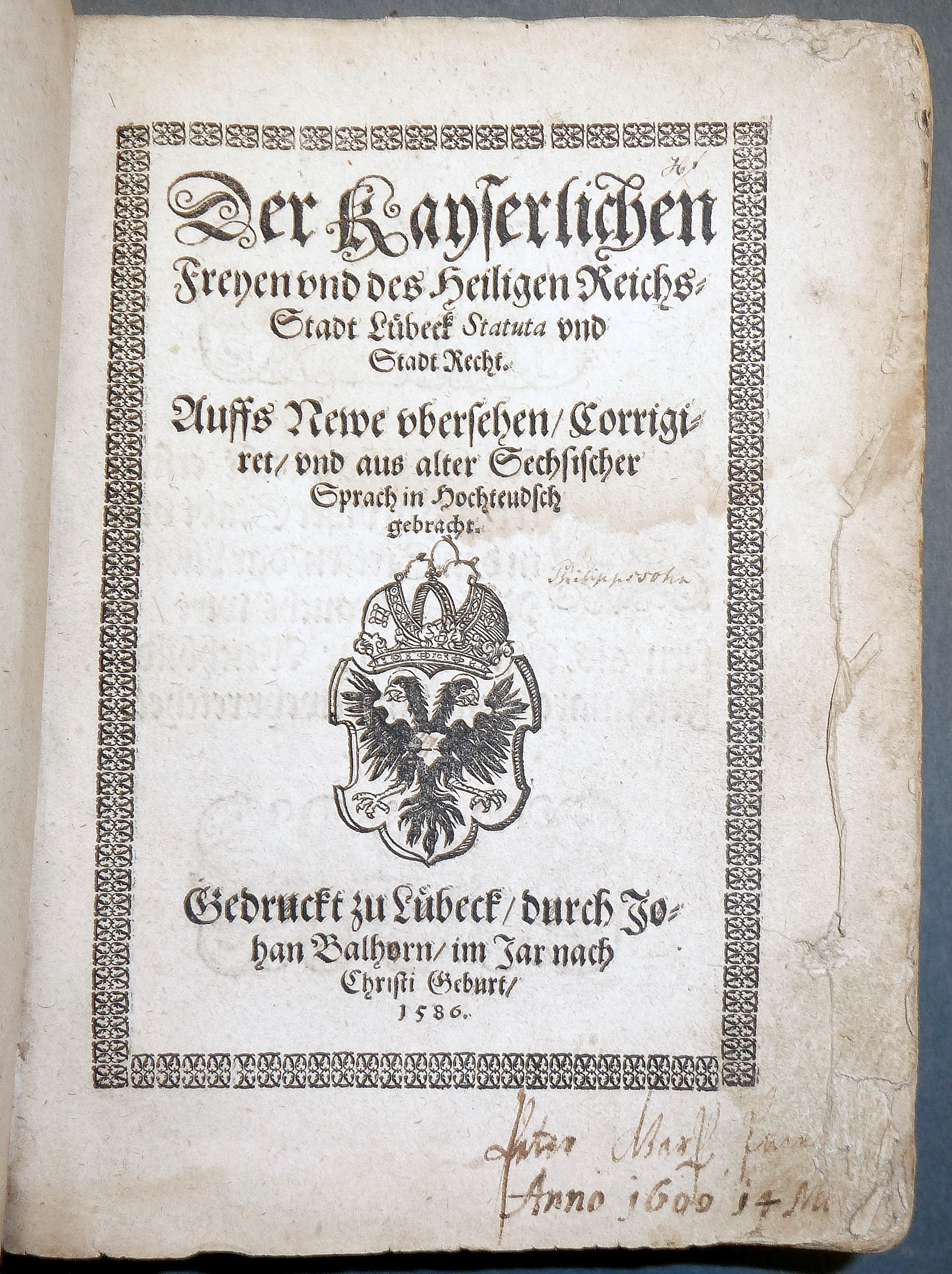
Der Kayserlichen Freyen und des Heiligen Reichs Stadt Lübeck Statuta und Stadtrecht, erste hochdeutsche Ausgabe 1586

Heinrich der Löwe verlieh Lübeck verschiedene Privilegien. Dadurch bekam die Stadt 1160 das Soester Stadtrecht. Hieraus entwickelte sich unter Federführung des Rates das sogenannte Lübische Recht. Das Lübische Recht vereinte die Rechtsvorstellungen aus dem Westfälischen mit dem Holsteiner Landrecht und nahm im Bereich des Seerechts die im Ostseeraum vorgefundenen Grundregeln aus der Wikingerzeit und von der Gotländischen Genossenschaft in Visby auf. Es war das einzige deutsche Stadtrecht, das sich später der Romanisierung widersetzte und bis zum Ende des 19. Jahrhunderts seinen deutschrechtlichen Ursprung bewahrte.
Eine frühe Zusammenfassung als Kodex erfolgte 1294 auf Veranlassung des Lübecker Kanzlers Albert von Bardewik im Bardewikschen Codex. Im Auftrag des Lübecker Bürgermeisters Tidemann von Güstrow wurde es 1348 von dem Domvikar Helmicus Thymmonis geschrieben und danach auch Tideman Güstrowscher Kodex genannt. Es wurde dann im Jahre 1586 revidiert und von Johann Balhorn als Der Kayserlichen Freyen und des Heiligen Reichs Stadt Lübeck Statuta und Stadtrecht erstmals in Hochdeutsch gedruckt. In seinem verfassungsrechtlichen Gehalt wurde es von Lübeck nur einmal durch den Kassarezess sowie den Bürgerrezess modifiziert und im Ansatz kodifiziert.
Es galt in großen Teilen seines Verbreitungsgebiets bis 1900, als es vom Bürgerlichen Gesetzbuch abgelöst wurde.
Gegen Entscheidungen von Städten mit Lübischem Recht war das Rechtsmittel an den Oberhof Lübeck als Appellationsinstanz gegeben.
Es ist neben dem Magdeburger Recht eines der bedeutendsten Stadtrechte Deutschlands.

## Städte mit Lübischem Stadtrecht
- 1188: Hamburg (ungewiss, ob nicht autonomes und eigenständiges Stadtrecht, das allein aufgrund sozio-kultureller Verbindungen mit Lübeck dem lübischen Recht ähnelte (früher oft neben dem lübischen Recht abgedruckt))
- 24. Juni 1218: Rostock
- 1223: Riga (Hamburger Recht)
- 1224: Danzig
- 1225: Gadebusch
- 1226: Wittenburg
- 1229–1266: Wismar
- 1230er Jahre Segeberg
- 1234: Stralsund
- 1235: Oldenburg
- 1236: Demmin
- 1236: Plön
- vor 1238: Lütjenburg
- 1238: Oldesloe und Itzehoe
- 1242: Kiel
- 1242: Loitz
- 1243: Tondern
- 1244: Neustadt
- 1246: Elbing
- 1248: Reval
- 14. Mai 1250: Greifswald
- 1250: Rendsburg
- 1252: Dirschau
- 1253: Kalen und Damgarten
- 1255: Kolberg und Barth
- 1257: Eutin
- 1258: Memel
- 1266: Köslin
- 1267: Boizenburg
- 1282: Wolgast und Wilster
- 1. April 1284: Braunsberg
- 1285: Tribsees
- 1287: Grimmen
- 1292: Anklam (davor vermutlich Magdeburger Recht)
- 1293: Damm (bis 1297, davor Magdeburger Recht)
- 23. Dezember 1298: Usedom
- 1299: Belgard
- 12. Juni 1302: Wesenberg
- 13. April 1305: Heiligenhafen
- 1309: Naugard
- 9. September 1310: Stolp
- 1310: Neustettin und Frauenburg[1]
- 21. Mai 1312: Rügenwalde
- 22. Mai 1317: Schlawe
- 1340: Bublitz
- 1343: Zanow
- 1612: Pollnow
- 1613: Bergen (Rügen)
- Hapsal
- Nowgorod